# Kamiel Bonneu
Kamiel Bonneu (ur. 1 sierpnia 1999 w Hamont-Achel) – belgijski kolarz szosowy.

## Osiągnięcia
Opracowano na podstawie:
2022
- 1. miejsce na 3. etapie Czech Cycling Tour
- 1. miejsce na 3. etapie Tour of Britain

## Rankingi
| Rok             | 2019  | 2020 | 2021  | 2022 | 2023 | 2024 |
| --------------- | ----- | ---- | ----- | ---- | ---- | ---- |
| World Ranking   | 2729. | -    | 2339. | 432. | 368. | 475. |
| UCI Europe Tour | 1701. | -    | 1561. | 346. | -    | -    |
|                 |       |      |       |      |      |      |
| Źródło: UCI     |       |      |       |      |      |      |